# FA Women's Super League 2017
De FA Women's Super League 2017 is het zesde seizoen van de Engelse Superliga voor vrouwenvoetbal. Het is een gehalveerd seizoen: tot en met 2016 was de WSL een zomercompetitie, maar vanaf 2017/18 wordt de competitie - net als de Premier League bij de mannen - volgens een winterseizoen afgewerkt.

## WSL 1

### Wijzigingen
De eerste acht clubs uit de FA Women's Super League 2016 bleven in de hoogste afdeling. Door de uitbreiding van WSL1 stegen twéé clubs (Yeovil en Bristol), terwijl er maar één (Doncaster Rovers) zakte.
Op 21 april 2017, amper twee dagen voor de eerste wedstrijd van de nieuwe jaargang, gaf Notts County evenwel te kennen dat ze de nieuwe jaargang niet zouden aanvatten. Het overgangsseizoen werd dus met negen ploegen aangevat.

### Teams
| Club            | Plaats     | Stadion               | Capaciteit | Resultaat 2016 |
| --------------- | ---------- | --------------------- | ---------- | -------------- |
| Arsenal         | Londen     | Meadow Park           | 4502       | 3e             |
| Birmingham City | Birmingham | Damson Park           | 3050       | 5e             |
| Bristol City    | Bristol    | Stoke Gifford Stadium | 1500       | 2e in de WSL 2 |
| Chelsea         | Londen     | Wheatsheaf Park       | 3009       | 2e             |
| Liverpool       | Liverpool  | Halton Stadium        | 13350      | 4e             |
| Manchester City | Manchester | Academy Stadium       | 7000       | 1e             |
| Notts County    | Nottingham | Meadow Lane           | 20229      | 6e             |
| Reading         | Reading    | Adams Park            | 9617       | 8e             |
| Sunderland      | Sunderland | The Hetton Centre     | 2500       | 7e             |
| Yeovil Town     | Yeovil     | Huish Park            | 9565       | 1e in de WSL 2 |

### Klassement

#### Tabel
| #  | Team            | GW | Win | Gel | Ver | Voor | Tegen | Saldo | Pnt | Opm |
| -- | --------------- | -- | --- | --- | --- | ---- | ----- | ----- | --- | --- |
| 1. | Chelsea         | 8  | 6   | 1   | 1   | 32   | 3     | +29   | 19  |     |
| 2. | Manchester City | 8  | 6   | 1   | 1   | 17   | 6     | +11   | 19  |     |
| 3. | Arsenal         | 8  | 5   | 3   | 0   | 22   | 9     | +13   | 18  |     |
| 4. | Liverpool       | 8  | 4   | 2   | 2   | 20   | 18    | +2    | 14  |     |
| 5. | Sunderland      | 8  | 2   | 3   | 3   | 4    | 14    | -10   | 9   |     |
| 6. | Reading         | 8  | 2   | 2   | 4   | 10   | 15    | -5    | 8   |     |
| 7. | Birmingham City | 8  | 1   | 4   | 3   | 6    | 10    | -4    | 7   |     |
| 8. | Bristol City *  | 8  | 1   | 1   | 6   | 5    | 21    | -16   | 4   |     |
| 9. | Yeovil Town *   | 8  | 0   | 1   | 7   | 6    | 26    | -20   | 1   |     |

#### Legenda
| Kleur | Resultaat                                                  |
| ----- | ---------------------------------------------------------- |
|       | Kwalificatie voor de Champions League (2 ploegen)          |
|       | Degradatie naar FA WSL 2 (In dit tussenseizoen: 0 ploegen) |
|       | Zeker van titel                                            |
|       | Zeker van degradatie                                       |
| *     | gepromoveerd voor aanvang van dit seizoen                  |

## WSL 2

### Wijzigingen
De twee eerste ploegen uit de vorige editie, Bristol City en Yeovil Town, promoveerden. In hun plaats kwam door de uitbreiding van WSL1 slechts één club: Doncaster Rovers. Het aantal ploegen in WSL2 bleef evenwel hetzelfde, want bij de degradant en de negen ploegen die hun plaats behielden, kwam ook de kampioen van de Women's Premier League: Brighton & Hove Albion. Vanuit de WSL2 is echter geen degradatie mogelijk naar de Premier League.
Het was de bedoeling om na dit seizoen géén promotie naar de WSL1 te hebben, maar door het verdwijnen van Notts County was er daar een ploeg te weinig. Voor het seizoen 2017/18 zal de tiende plaats in WSL1 opnieuw worden ingevuld, maar dat gebeurt niet automatisch door de kampioen: de stijger wordt begin juni aangeduid door de Engelse voetbalbond op basis van een dossier waarin onder andere het niveau van de jeugdploegen en de faciliteiten van de club worden meegenomen.

### Teams
| Club                    | Plaats     | Stadion                | Capaciteit | Resultaat 2016 |
| ----------------------- | ---------- | ---------------------- | ---------- | -------------- |
| Aston Villa             | Birmingham | The Lamb Ground        | 4000       | 7e             |
| Brighton & Hove Albion  | Brighton   | Culver Road            | 2000       | 1e in de WPL   |
| Doncaster Rovers Belles | Doncaster  | Keepmoat Stadium       | 15231      | 9e in de WSL 1 |
| Durham                  | Durham     | New Ferens Park        | 3000       | 4e             |
| Everton                 | Liverpool  | Halton Stadium         | 13350      | 3e             |
| London Bees             | Londen     | The Hive Stadium       | 5176       | 6e             |
| Millwall Lionesses      | Londen     | St. Paul's, Bermondsey | 2500       | 8e             |
| Oxford United           | Oxford     | Northcourt Road        | 2000       | 9e             |
| Sheffield               | Sheffield  | Coach and Horses       | 2000       | 5e             |
| Watford                 | Watford    | Global Metcorp Stadium | 1000       | 10e            |

### Klassement

#### Tabel
| #   | Team                      | GW | Win | Gel | Ver | Voor | Tegen | Saldo | Pnt | Opm |
| --- | ------------------------- | -- | --- | --- | --- | ---- | ----- | ----- | --- | --- |
| 1.  | Everton                   | 9  | 7   | 1   | 1   | 25   | 7     | +18   | 22  |     |
| 2.  | Doncaster Rovers Belles ° | 9  | 5   | 3   | 1   | 19   | 9     | +10   | 18  |     |
| 3.  | Millwall Lionesses        | 9  | 5   | 2   | 2   | 12   | 8     | +4    | 17  |     |
| 4.  | Aston Villa               | 9  | 5   | 2   | 2   | 19   | 16    | +3    | 17  |     |
| 5.  | Durham                    | 9  | 5   | 1   | 3   | 14   | 10    | +4    | 16  |     |
| 6.  | Brighton & Hove Albion *  | 9  | 2   | 4   | 3   | 8    | 13    | -5    | 10  |     |
| 7.  | London Bees               | 9  | 3   | 1   | 5   | 13   | 21    | -8    | 10  |     |
| 8.  | Watford                   | 9  | 2   | 2   | 5   | 12   | 17    | -5    | 8   |     |
| 9.  | Sheffield                 | 9  | 2   | 0   | 7   | 9    | 18    | -9    | 6   |     |
| 10. | Oxford United             | 9  | 0   | 2   | 7   | 7    | 19    | -12   | 2   |     |

#### Legenda
| Kleur | Resultaat                                                |
| ----- | -------------------------------------------------------- |
|       | Promotie naar FA WSL 1 (In dit tussenseizoen: 0 ploegen) |
|       | Zeker van titel                                          |
| *     | gepromoveerd voor aanvang van dit seizoen                |
| °     | gedegradeerd voor aanvang van dit seizoen                |